# デービー・ジョンソン
デービッド・アレン・ジョンソン（David Allen "Davey" Johnson、1943年1月30日 - ）は、アメリカ合衆国フロリダ州オーランド出身の元プロ野球選手（内野手）、プロ野球監督。

## 経歴

### MLB時代
フロリダ州オーランド出身。テキサスA&M大学を経て、1962年にボルチモア・オリオールズと契約。1965年、シーズン終盤に3Aロチェスターからオリオールズへメジャー初昇格。プロ入り5年目の1966年には新人王をとり、当時アメリカンリーグの強豪であったチームで正二塁手として1966年と1970年のワールドシリーズ優勝に貢献。1969年と1971年にもワールドシリーズに出場。なお、1966年のワールドシリーズでは、この年限りで引退した偉大な左腕投手サンディー・コーファックスに最後の被安打を記録させ、1969年のワールドシリーズでは、1勝3敗で迎えた第5戦の9回2死から打席に入って凡退し、後年監督となるニューヨーク・メッツの初のワールドシリーズ制覇の最後の打者となった。
1973年にアトランタ・ブレーブスに移籍し、同年に自身最多でナ・リーグ2位の43本塁打を放つ（うち1本は代打で記録したが、二塁手の記録した本塁打として当時のメジャーリーグ記録）。同年にはカムバック賞も受賞した。
ゴールドグラブ賞は1969年から3年連続受賞、オールスターゲームには1968-1970年、1973年と4回選出。

### 巨人時代
1975年4月18日に監督就任1年目の長嶋茂雄が「クリーン・ベースボール」をスローガンに掲げる読売ジャイアンツへの入団が決定。MLB出身野手の入団は球団史上初めてであった。20日午後8時23分に日航機で羽田空港に来日し、22日の中日戦（ナゴヤ球場）に代打として出場。前年に引退した黒江透修の残した背番号5をつけて34インチ（86.36cm）33オンス（935.44グラム）のバットとブルックス・ロビンソンから譲り受けたグラブでプレイする。その後は三番打者・三塁手として起用され、長嶋の後釜として期待される。しかし前半戦は日本人投手のコントロールのよい変化球に苦しみ、慣れない三塁守備の負担もあって打撃が低迷。6月にはセ・リーグ記録の8打席連続三振を喫する。後半戦は王貞治のアドバイスで、傘を持つ位置にグリップを修正、打撃復調の兆しを見せる。しかし8月6日川崎球場での対大洋15回戦で竹内広明に左肩への死球を受け、肩甲骨亀裂骨折で1ヵ月間戦線を離脱、富田勝に定位置を譲った。シーズン終盤には復帰するが、球団史上唯一の最下位を経験。ワールドシリーズに4回出場して優勝2回の実力を十分に発揮することはできず、ファンから「ジョン損」等と酷評され、史上初の巨人最下位の元凶の一人と名指された。一方で、ジョンソンに対する巨人側の扱いも拙く、雇った通訳が語学力不足で使い物にならず、次から次へと3人も代わったという。
翌1976年には高田繁が三塁手にコンバートされ、本来の守備位置である二塁手に戻る。日本野球にも慣れ開幕から六番打者として活躍するが、古傷の膝痛や、開幕直後の4月7日に後楽園球場で平松政次から受けた死球で悪化した右手親指痛のため、6月9日に治療のために一時帰国する。6月22日の対大洋ホエールズ戦より復帰するも、指の治療で再度一時帰国を望むが認められず、コーチに打撃練習を強要されトラブルとなる。前半戦は打率.276、8本塁打の平凡な成績に終わった。ジョンソンはアメリカへでの右手親指の治療を望み（フランク・ジョーブによる治療を希望していた）、オールスターゲーム期間中の一時帰国を長嶋に申し出る。長嶋は日本で治療すればよいと反対するがジョンソンは引かず、ファン投票で選出されたオールスターゲームを辞退し、球宴休みの1週間を利用して、帰国・治療した。治療の甲斐あってか、後半戦は59試合フル出場して、打率.275、18本塁打、47打点と活躍。シーズンでは打率.275、打点74、チーム2位の26本塁打を記録してベストナイン・ダイヤモンドグラブ賞を獲得、長嶋巨人の初優勝に貢献した。9月19日の中日戦（後楽園）での20号本塁打（日本で通算33号）は王と張本勲の8度目のアベックホームランの後に堂上照から放ち、トリオ唯一度の本塁打の揃い踏みを果たす。9月29日の広島戦（後楽園）で佐伯和司から奪った22号本塁打は日本で唯一のグランドスラム、10月16日の対広島戦（広島市民）での26号ソロ本塁打はシーズン最終戦で高橋里志のド真ん中の棒球を捉え左翼スタンド最上段に運んだ優勝決定弾であった。阪急ブレーブスとの日本シリーズでは第1・2戦で8打席無安打に終わると、第3戦では先発から外れる。後半戦開始時に、ジョンソンは長嶋と「今シーズンは二度と先発から外さない、代打も出さない」との約束を結んでいたため、約束が守られなかったとして、この時点でジョンソンは巨人を去る決断をしたという。結局、シリーズ通算では3試合に先発するが、13打数無安打6三振と不振を極めた。
オフには球団からの年俸ダウン（30%ダウンの7万ドル）の提示や、ジョンソンが長嶋に謝罪を要求するなどの経緯があり、交渉が決裂。翌1977年1月21日に退団した。その後、日本でのプレー続行を望むジョンソンに対して、近鉄バファローズが獲得の意向を見せたが、巨人の横槍で断念したという。ジョンソン自身は、引退するまで日本で野球を続け、引退後も日本に留まって巨人の二軍コーチとしてで若手育成に携わりたいとの希望を持っていたともされる。

### MLB復帰
巨人を退団後に帰国し、同年2月4日にフィラデルフィア・フィリーズと契約。3年ぶりにメジャー復帰を果たした。4月27日にメジャー復帰第1号のホームランを放った。この年、打率.321の好記録を残す。1978年は4月30日に代打満塁本塁打を放つと、6月3日の対ロサンゼルス・ドジャース戦の9回裏に代打で登場しサヨナラ満塁本塁打。MLB史上初めて同一シーズンで2本の代打満塁本塁打を記録した。同年途中の8月6日にラリー・アンダーソンとの交換トレードでシカゴ・カブスに移籍し、同年限りで現役を引退した。
なおジョンソンは、ハンク・アーロンと王貞治のチームメイトであった唯一の人物であり、両者の714号から716号本塁打を目撃している。

### 引退後
引退後は、1979年からマイナーリーグの監督を歴任。1983年にはタイドウォーターでリトルワールドシリーズに優勝し、同年10月12日にニューヨーク・メッツの監督に就任した。1984年にはドワイト・グッデンをA級リンチバーグからいきなりメジャーに抜擢してその才能を開花させるなどで2位につける。翌1986年にはメッツをワールドシリーズ優勝に導いている。その後、1993年5月24日にシンシナティ・レッズの監督に就任し、1995年に地区優勝。ロサンゼルス・ドジャースを経て1995年10月30日にボルチモア・オリオールズの監督に就任した。大リーグでデータ分析および選手起用にコンピューターの利用を開始した時期に、それに参画した人物のひとりである。
2003年からは2004年アテネ五輪のオランダ代表チームの監督を務める。2005年には2008年北京五輪アメリカ代表監督に就任。2006年の第1回WBCではアメリカ代表のコーチを務めた。2008年の北京五輪本戦では3位決定戦で日本と対決。同点で全く同じような状況で米国は続投、日本は投手交代という決断を下し明暗が分かれ、日本に勝利し銅メダル獲得。これにつき「交代のタイミングは非常に難しいものだ。星野はいい監督だと思う」と述べた。2008年12月10日に、翌2009年に開催される第2回WBCのアメリカ代表監督への就任が発表された。
2011年6月26日にワシントン・ナショナルズの監督に就任した。2012年、チームを31年ぶり、ワシントン移転後では初の地区優勝へと導いた。オフの11月10日に1年契約で続投となった。13日には、この年のナショナルリーグ最優秀監督に選ばれた。
2013年9月29日に監督業から引退した。

## 選手としての特徴
デービー・ジョンソンは、MLBで新人王、ゴールドグラブ賞に3度輝いた二塁の名手。球団初のMLB出身野手として入団し、引退した長嶋茂雄の後釜として期待されたが、慣れない三塁守備もあって1年目は低迷。高田繁の三塁コンバートで本職の二塁に戻った2年目は、故障に苦しみながらも随所で華麗なプレーを披露。打撃でも打率,275、26本塁打でベストナイン、ダイヤモンドグラブ賞に輝き、長嶋巨人の初優勝に貢献した。

## 人物
巨人在籍時は折り合いが良くなかったと言われる長嶋だが、文春Numberビデオ「巧守好走列伝」では守備の印象的な外国人選手としてジョンソンの名を挙げ、守備技術を高く評価している。例えば、王貞治が通算715号を記録した1976年10月11日対阪神23回戦（後楽園）では、2回一死二塁に東田正義の場面で池辺巌の中前の飛球を裁きダブルプレイ、7回二死二塁に藤田平の場面で片岡新之介の一二塁間のヒット性のゴロを一塁封殺にするなど好プレイでピンチを救い、堀内恒夫の151球完投とチームのスコア9対3での勝利に貢献した。堀内はジョンソンを「人格者だった」「バットなしでいい。グラブを持って二塁にいるだけで助かった」と評している。張本勲の移籍により塀際の魔術師と呼ばれた左翼手から三塁手にコンバートされた高田繁も「併殺場面の三塁ゴロは捕ったら二塁ベースあたりに投げれば悪送球でもOK、デービーが簡単に一塁に転送してゲッツーが成立した。おかげで新人三塁手の僕までうまく見せてくれた」と評している。
巨人在籍時、自分が活躍出来なかった試合では、試合後チームメートたちが帰宅しても、悔しさから一人ぽつんとベンチに座って帰らないことがあった。また俳優の田村正和は、ふてぶてしくも、神経質にも見え、前述のような所もあり、当時の巨人の中でジョンソンが一番好きだと公言していた 。
メッツ監督時代のインタビューで日本の球団の外国人選手の獲得についてのアドバイスを求められた際に「いい選手なのにMLBで思うように力を発揮できていない選手が山ほどいる」とし、その例として当時メッツ傘下のタイドウォーターに在籍していたゲーリー・レーシッチの名を挙げていた（タイドウォーターでは活躍していたが当時メッツの一塁のレギュラーにキース・ヘルナンデスがいたためMLBでは出番が無かった）が、その言葉通りゲーリーは1986年に中日に入団すると以降3年にわたり同球団の主軸打者として活躍している。

## 詳細情報

### 年度別打撃成績
| 年 度     | 球 団     | 試 合 | 打 席 | 打 数 | 得 点 | 安 打 | 二 塁 打 | 三 塁 打 | 本 塁 打 | 塁 打 | 打 点 | 盗 塁 | 盗 塁 死 | 犠 打 | 犠 飛 | 四 球 | 敬 遠 | 死 球 | 三 振 | 併 殺 打 | 打 率 | 出 塁 率 | 長 打 率 | O P S |
| --------- | --------- | ----- | ----- | ----- | ----- | ----- | -------- | -------- | -------- | ----- | ----- | ----- | -------- | ----- | ----- | ----- | ----- | ----- | ----- | -------- | ----- | -------- | -------- | ----- |
| 1965      | BAL       | 20    | 53    | 47    | 5     | 8     | 3        | 0        | 0        | 11    | 1     | 3     | 0        | 0     | 1     | 5     | 0     | 0     | 6     | 3        | .170  | .245     | .234     | .479  |
| 1966      | BAL       | 131   | 541   | 501   | 47    | 129   | 20       | 3        | 7        | 176   | 56    | 3     | 4        | 1     | 7     | 31    | 3     | 1     | 64    | 8        | .257  | .298     | .351     | .649  |
| 1967      | BAL       | 148   | 586   | 510   | 62    | 126   | 30       | 3        | 10       | 192   | 64    | 4     | 5        | 5     | 8     | 59    | 10    | 4     | 82    | 12       | .247  | .325     | .376     | .702  |
| 1968      | BAL       | 145   | 559   | 504   | 50    | 122   | 24       | 4        | 9        | 181   | 56    | 7     | 3        | 3     | 3     | 44    | 5     | 5     | 80    | 18       | .242  | .308     | .359     | .667  |
| 1969      | BAL       | 142   | 580   | 511   | 52    | 143   | 34       | 1        | 7        | 200   | 57    | 3     | 4        | 2     | 7     | 57    | 2     | 3     | 52    | 16       | .280  | .351     | .391     | .743  |
| 1970      | BAL       | 149   | 600   | 530   | 68    | 149   | 27       | 1        | 10       | 208   | 53    | 2     | 1        | 3     | 1     | 66    | 8     | 0     | 68    | 11       | .281  | .360     | .392     | .753  |
| 1971      | BAL       | 142   | 574   | 510   | 67    | 144   | 26       | 1        | 18       | 226   | 72    | 3     | 1        | 4     | 4     | 51    | 5     | 5     | 55    | 15       | .282  | .351     | .443     | .794  |
| 1972      | BAL       | 118   | 436   | 376   | 31    | 83    | 22       | 3        | 5        | 126   | 32    | 1     | 1        | 2     | 2     | 52    | 8     | 4     | 68    | 10       | .221  | .320     | .335     | .655  |
| 1973      | ATL       | 157   | 651   | 559   | 84    | 151   | 25       | 0        | 43       | 305   | 99    | 5     | 3        | 0     | 2     | 81    | 9     | 9     | 93    | 8        | .270  | .370     | .546     | .916  |
| 1974      | ATL       | 136   | 540   | 454   | 56    | 114   | 18       | 0        | 15       | 177   | 62    | 1     | 2        | 4     | 4     | 75    | 6     | 3     | 59    | 17       | .251  | .358     | .390     | .748  |
| 1975      | ATL       | 1     | 1     | 1     | 0     | 1     | 1        | 0        | 0        | 2     | 1     | 0     | 0        | 0     | 0     | 0     | 0     | 0     | 0     | 0        | 1.000 | 1.000    | 2.000    | 3.000 |
| 1975      | 巨人      | 91    | 324   | 289   | 29    | 57    | 7        | 0        | 13       | 103   | 38    | 1     | 0        | 0     | 3     | 21    | 0     | 11    | 71    | 6        | .197  | .275     | .356     | .631  |
| 1976      | 巨人      | 108   | 431   | 371   | 48    | 102   | 16       | 2        | 26       | 200   | 74    | 1     | 1        | 1     | 4     | 46    | 0     | 9     | 62    | 6        | .275  | .365     | .539     | .904  |
| 1977      | PHI       | 78    | 186   | 156   | 23    | 50    | 9        | 1        | 8        | 85    | 36    | 1     | 1        | 2     | 3     | 23    | 1     | 2     | 20    | 5        | .321  | .408     | .545     | .952  |
| 1978      | PHI       | 44    | 102   | 89    | 14    | 17    | 2        | 0        | 2        | 25    | 14    | 0     | 0        | 0     | 1     | 10    | 0     | 2     | 19    | 2        | .191  | .284     | .281     | .565  |
| 1978      | CHC       | 24    | 56    | 49    | 5     | 15    | 1        | 1        | 2        | 24    | 6     | 0     | 0        | 0     | 0     | 5     | 0     | 2     | 9     | 1        | .306  | .393     | .490     | .883  |
| '78計     | CHC       | 68    | 158   | 138   | 19    | 32    | 3        | 1        | 4        | 49    | 20    | 0     | 0        | 0     | 1     | 15    | 0     | 4     | 28    | 3        | .232  | .323     | .355     | .678  |
| MLB：13年 | MLB：13年 | 1435  | 5465  | 4797  | 564   | 1252  | 242      | 18       | 136      | 1938  | 609   | 33    | 25       | 26    | 43    | 559   | 57    | 40    | 675   | 126      | .261  | .340     | .404     | .744  |
| NPB：2年  | NPB：2年  | 199   | 755   | 660   | 77    | 159   | 23       | 2        | 39       | 303   | 112   | 2     | 1        | 1     | 7     | 67    | 0     | 20    | 133   | 12       | .241  | .326     | .459     | .785  |

- 各年度の太字はリーグ最高

### 年度別監督戦績
| 年度 | チーム | 地区  | 年齢 | 試合 | 勝利 | 敗戦 | 勝率 | 順位/チーム数 | 備考     | ポストシーズン 勝敗 |
| ---- | ------ | ----- | ---- | ---- | ---- | ---- | ---- | ------------- | -------- | ------------------- |
| 1984 | NYM    | NL 東 | 41   | 162  | 90   | 72   | .556 | 2 / 6         |          |                     |
| 1985 | NYM    | NL 東 | 42   | 162  | 98   | 64   | .605 | 2 / 6         |          |                     |
| 1986 | NYM    | NL 東 | 43   | 162  | 108  | 54   | .667 | 1 / 6         | WS優勝   | 8勝5敗              |
| 1987 | NYM    | NL 東 | 44   | 162  | 92   | 70   | .568 | 2 / 6         |          |                     |
| 1988 | NYM    | NL 東 | 45   | 160  | 100  | 60   | .625 | 1 / 6         | NLCS敗退 | 3勝4敗              |
| 1989 | NYM    | NL 東 | 46   | 162  | 87   | 75   | .537 | 2 / 6         |          |                     |
| 1990 | NYM    | NL 東 | 47   | 42   | 20   | 22   | .476 | 2 / 6         | 途中解任 |                     |
| 1993 | CIN    | NL 西 | 50   | 118  | 53   | 65   | .449 | 5 / 7         | 途中就任 |                     |
| 1994 | CIN    | NL 中 | 51   | 115  | 66   | 48   | .579 | 1 / 5         |          |                     |
| 1995 | CIN    | NL 中 | 52   | 144  | 85   | 59   | .590 | 1 / 5         | NLCS敗退 | 3勝4敗              |
| 1996 | BAL    | AL 東 | 53   | 163  | 88   | 74   | .543 | 2 / 5         | ALCS敗退 | 4勝5敗              |
| 1997 | BAL    | AL 東 | 54   | 162  | 98   | 64   | .605 | 1 / 5         | ALCS敗退 | 5勝5敗              |
| 1999 | LAD    | NL 西 | 56   | 162  | 77   | 85   | .475 | 3 / 5         |          |                     |
| 2000 | LAD    | NL 西 | 57   | 162  | 86   | 76   | .531 | 2 / 5         |          |                     |
| 2011 | WSH    | NL 東 | 68   | 83   | 40   | 43   | .482 | 3 / 5         | 途中就任 |                     |
| 2012 | WSH    | NL 東 | 69   | 162  | 98   | 64   | .605 | 1 / 5         | NLDS敗退 | 2勝3敗              |
| 2013 | WSH    | NL 東 | 70   | 162  | 86   | 76   | .531 | 2 / 5         |          |                     |
| 通算 | 17年   |       |      | 2445 | 1372 | 1071 | .562 |               |          | 25勝26敗            |

- WS…ワールドシリーズ、LCS…リーグチャンピオンシップシリーズ、DS…ディビジョンシリーズ。
- 途中解任、途中就任の年度の順位はいずれも最終順位。

### 表彰
MLB
- ゴールドグラブ賞：3回 （二塁手：1969年 - 1971年）
- カムバック賞 （1973年）
- 最優秀監督賞：2回 （1997年、2012年）

NPB
- ベストナイン：1回 （1976年）
- ダイヤモンドグラブ賞：1回 （1976年）

### 記録
MLB
- MLBオールスターゲーム選出：4回 （1968年 - 1970年、1973年）

NPB
- 初出場：1975年4月22日、対中日ドラゴンズ1回戦（中日スタヂアム）、6回表に小川邦和の代打で出場
- 初打席：同上、6回表に星野仙一から見逃し三振
- 初先発出場：1975年4月26日、対ヤクルトスワローズ1回戦（後楽園球場）、3番・三塁手として先発出場
- 初安打：1975年4月27日、対ヤクルトスワローズ2回戦（後楽園球場）、6回裏に松岡弘から左翼フェンス直撃二塁打
- 初本塁打・初打点：同上、9回裏に石岡康三から左越サヨナラソロ

### 背番号
- 6 （1965年、1973年 - 1975年途中）
- 15 （1966年 - 1972年、1977年 - 1978年途中、1993年 - 1997年、1999年）
- 5 （1975年途中 - 1976年、1984年 - 1990年、2000年、2011年途中 - ）
- 31 （1978年途中 - 同年終了）